# Журавлі (картина)
«Журавлі» (пол. Żurawie), також відома як «Відліт журавлів» (пол. Odlot żurawi) — серія з двох олійних картин Юзефа Хелмонського, створених після його подорожі до Східних кресів.

## Походження
Художник подорожував Україною під час навчання у Варшавській малювальній школі та приватно з Войцехом Ґерсоном. Художник був сповнений захоплення красою та відчуттям простору тутешньої природи. Ці враження призвели до змін у його стилі художнього вираження. Челмоньський відійшов від манери письма Ґерсона на користь реалістичної інтерпретації природи.
Картину «Відліт журавлів» Челмоньський намалював у 1870 році, після трьох років навчання у Варшавському класі малювання та в приватній майстерні Войцеха Ґерсона. Символіка дикої природи, що простежується в «Журавлях», повернулася в картинах, створених після повернення Челмоньського з Парижа. Мотив зграї цих птахів також з'явився, як своєрідна дужка, в останньому, незавершеному полотні 1913 року під назвою «Журавлі вранці».

## Опис
На тлі туманного ранку Челмоньський зобразив журавлів у польоті. На передньому плані в центральній частині композиції можна побачити журавля зі зламаним крилом, який спостерігає за іншими птахами, що відлітають у теплі краї через наближення зими. На інтимний характер твору вказує також введення звуженої колірної гами в картину. Вона складається з відтінків коричневого, чорного та сірого.

## Сприйняття
Під час презентації в галереї «Захента», разом з двома іншими картинами, вона викликала бурхливу реакцію критиків. Анонімний рецензент з тижневика «Weekly Review» (1871, № 22) написав про роботу художника наступне:
P. Челмоньський виставив три свої роботи: на першій зображено «Відліт журавлів», на другій — «Полудень», на третій — «Ранок у лісі». Всі три — це сни уві сні, але не картини, призначені для того, щоб зайняти погляд навіть профана. Так не можна сміятися ні з мистецтва, ні з людей!